# Phrurolithus goodnighti
Phrurolithus goodnighti är en spindelart som beskrevs av Muma 1945. Phrurolithus goodnighti ingår i släktet Phrurolithus och familjen flinkspindlar. Inga underarter finns listade i Catalogue of Life.